# Liste von Persönlichkeiten der Stadt Chennai
Die folgende Liste enthält Personen, die in der indischen Großstadt Chennai (bis 1996 Madras) geboren wurden, sowie solche, die zeitweise dort gelebt und gewirkt haben. Die Liste erhebt keinen Anspruch auf Vollständigkeit.

## In Chennai geborene Persönlichkeiten

### Bis ins 20. Jahrhundert
- John Walsh (1726–1795), Naturforscher und Politiker
- Olivia Mariamne Devenish (1771–1814), Ehefrau des Gouverneurs Thomas Stamford Raffles in Java
- William Forster (1818–1882), australischer Politiker
- Sherard Osborn (1822–1875), Konteradmiral und Polarforscher
- Frederick Lugard, 1. Baron Lugard (1858–1945), Afrika-Forscher und Kolonialadministrator
- Byam Shaw (1872–1919), britischer Maler, Illustrator, Designer und Lehrer
- William Dobbie (1879–1964), Offizier und Gouverneur von Malta
- Arnold Lunn (1888–1974), Skiläufer, Bergsteiger und Schriftsteller, Begründer des modernen alpinen Skisports
- Kenneth Arthur Noel Anderson (1891–1959), General und Gouverneur
- Henry Vaughan Berry (1891–1979), Gouverneur für Hamburg (1946–1949)
- K. Ananda Rau (1893–1966), Mathematiker
- Theodor Ellwein (1897–1962), evangelischer Theologe, Religionslehrer und Hochschullehrer
- Edward Grigg, 1. Baron Altrincham (1897–1955), Kolonialbeamter und Politiker (Liberal Party, Conservative Party)
- Eduard Ellwein (1898–1974), evangelischer Theologe, Pfarrer und Hochschullehrer
- T. T. Krishnamachari (1899–1974), Politiker

### 20. Jahrhundert

#### 1901 bis 1950
- K. Venkataraman (1901–1981), Chemiker
- C. T. Rajagopal (1903–1978), Mathematiker
- William Henry Stratton (1903–1989), Generalleutnant der British Army
- John Henry Constantine Whitehead (1904–1960), Mathematiker
- Leslie Charles Hammond (1905–1955), Hockeyspieler
- George Marthins (1905–1989), Hockeyspieler
- R. K. Narayan (1906–2001), Romanautor
- Lakshmi Sahgal (1914–2012), Freiheitskämpferin während des Zweiten Weltkrieges und Politikerin
- Leland Bardwell (1922–2016), Schriftstellerin
- Alladi Ramakrishnan (1923–2008), Physiker und Mathematiker
- T. Ranganathan (1925–1987), Mridangamspieler und Musikpädagoge
- Vijay Raghav Rao (1925–2011), Flötist, Komponist und Musikpädagoge
- R. Narasimhan (1926–2007), Mathematiker
- M. K. Vainu Bappu (1927–1982), Astronom
- S. Balachander (1927–1990), Schauspieler, Filmregisseur und Musiker
- S. Varalakshmi (1927–2009), Filmschauspielerin und Sängerin
- M. L. Vasanthakumari (1928–1990), Sängerin
- Johannes Lehmann (1929–2011), Journalist und Sachbuchautor
- Lalgudi Jayaraman (1930–2013), Geiger, Sänger und Komponist der Karnatischen Musik
- Ramachandran Nagaswamy (1930–2022), Historiker, Archäologe und Epigrafist
- M. S. Gopalakrishnan (1931–2013), klassischer Geiger
- Peter Paul Prabhu (1931–2013), katholischer Bischof, Diplomat des Heiligen Stuhls
- Alan Garnett Davenport (1932–2009), Mechanikingenieur und Professor an der University of Western Ontario
- T. W. B. Kibble (1932–2016), Physiker
- Bhama Srinivasan (* 1935), Mathematikerin
- Jyotindra Nath Dixit (1936–2005), Diplomat und Politiker
- Engelbert (* 1936), Schlagersänger
- K. R. Parthasarathy (1936–2023), Mathematiker
- Vyjayantimala (* 1936), Schauspielerin
- John Peter (1937–1998), Hockeyspieler
- C. P. Ramanujam (1938–1974), Mathematiker
- Krishna B. Athreya (1939–2023), Mathematiker
- Tim Graham (* 1939), Sprinter
- Nirupama Raghavan (1940–2007), Astrophysikerin und Hochschullehrerin
- S. R. Srinivasa Varadhan (* 1940), Statistiker und Wahrscheinlichkeitstheoretiker
- Pete Best (* 1941), Musiker, erster Schlagzeuger der Beatles
- T. H. Vinayakram (* 1942), Perkussionist
- Suresh Kalmadi (* 1944), Politiker und Sportfunktionär
- Annamalai Ramanathan (1946–1993), Mathematiker
- T. H. Subash Chandran (1946–2020), Perkussionist, Komponist und Musikpädagoge
- Ravi Zacharias (1946–2020), evangelikaler Apologet und Bestseller-Autor
- Krishnamurty Perumal (* 1947), Hockeyspieler
- B. Jayant Baliga (* 1948), Elektroingenieur
- Ramesh Shotham (* 1948), Perkussionist
- Dinakar Ramakrishnan (* 1949), Mathematiker
- L. Shankar (* 1950), Violinist und Komponist

#### 1951 bis 1960
- M. K. Alagiri (* 1951), Politiker
- Anand Amritraj (* 1951), Tennisspieler
- R. Balasubramanian (* 1951), Mathematiker
- V. S. Ramachandran (* 1951), Neurologe
- Ruth Manorama (* 1952), Frauenrechtsaktivistin
- Srividya (1953–2006), Schauspielerin
- Vijay Amritraj (* 1953), Tennisspieler, Filmschauspieler und Unternehmer
- Ravi Kannan (* 1953), Informatiker
- Krishnan Raghavachari (* 1953), Chemiker
- M. K. Stalin (* 1953), Politiker
- Lawrence Pius Dorairaj (* 1954), Geistlicher, Bischof von Dharmapuri
- Rekha (* 1954), Filmschauspielerin
- R. Sriram (* 1954), Yoga-Lehrer
- Joseph Kollamparambil (* 1955), syro-malabarischer Geistlicher und ernannter Weihbischof in Shamshabad
- Indra Nooyi (* 1955), Managerin, CEO der PepsiCo, Inc.
- Ashok Amritraj (* 1956), Filmproduzent
- P. Sainath (* 1957), Journalist
- G. Harishankar (1958–2002), Kanjiraspieler
- G. Srinivasan (1958–2007), Filmproduzent
- Ramamoorthy Ramesh (* 1960), Physiker

#### 1961 bis 1970
- Ramesh Krishnan (* 1961), Tennisspieler
- Raman Sundrum (* 1964), theoretischer Physiker
- Pramila Jayapal (* 1965), Politikerin
- Shankar Balasubramanian (* 1966), Biochemiker und Hochschullehrer
- Uma Mohan (* 1966), Sängerin
- A. R. Rahman (* 1966), Komponist von Film- und Unterhaltungsmusik
- Madhu Sudan (* 1966), Informatiker
- Sudhir Venkatesh (* 1966), Soziologe
- Nasser Hussain (* 1968), Cricketspieler
- Kanimozhi (* 1968), Politikerin
- Viswanathan Anand (* 1969), 15. Schachweltmeister (2007–2013)
- Ulrich Bindseil (* 1969), deutscher Volkswirt
- Padma Lakshmi (* 1970), Schauspielerin

#### 1971 bis 1980
- Sundar Pichai (* 1972), Informatiker und Produktchef der Google LLC
- V. Selvaganesh (* 1972), Perkussionist
- K. Soundararajan (* 1973), Mathematiker
- Aravind Adiga (* 1974), Journalist und Schriftsteller
- Mahesh Bhupathi (* 1974), Tennisspieler
- Ranya Paasonen (* 1974), Schriftstellerin
- Vijay (* 1974), Schauspieler
- Puneeth Rajkumar (1975–2021), Schauspieler und Sänger
- Karthi (* 1977), Schauspieler und Moderator
- Narain Karthikeyan (* 1977), Automobilrennfahrer
- Priyanca Radhakrishnan (* 1979), indisch-abstämmige neuseeländische Politikerin
- Yuvan Shankar Raja (* 1979), Komponist und Sänger
- Jayam Ravi (* 1980), Schauspieler
- Parthiva Sureshwaren (* 1980), Automobilrennfahrer

#### 1981 bis 1990
- Lakshmipathy Balaji (* 1981), Cricketspieler
- K. Sasikiran (* 1981), Schachspieler
- Naveen Selvadurai (* 1982), Internet-Unternehmer
- Dhanush (* 1983), Schauspieler
- Shruti Kurien (* 1983), Badmintonspielerin
- Gagan Narang (* 1983), Sportschütze
- Karun Chandhok (* 1984), Automobilrennfahrer
- Dinesh Karthik (* 1985), Cricketspieler
- Ravichandran Ashwin (* 1986), Cricketspieler
- Joshna Chinappa (* 1986), Squashspielerin
- Shruti Haasan (* 1986), Schauspielerin, Sängerin, Komponistin und Model
- Sharadha Narayana (* 1986), Sprinterin
- N. Vijay Sundar Prashanth (* 1986), Tennisspieler
- Ajay Jayaram (* 1987), Badmintonspieler
- V. R. Raghava Krishna (* 1987), Sänger
- Anjana Vasan (* 1987), singapurische Schauspielerin
- Jeevan Nedunchezhiyan (* 1988), Tennisspieler
- Alisha Abdullah (* 1989), Rennfahrerin
- Armaan Ebrahim (* 1989), Automobilrennfahrer
- Prajnesh Gunneswaran (* 1989), Tennisspieler
- Reshma Nilofer Naha (* 1989), Seelotsin
- Regina Cassandra (* 1990), Schauspielerin und Model
- Kritteka Gregory (* 1990), Badmintonspielerin

#### 1991 bis 2000
- Dipika Pallikal (* 1991), Squashspielerin
- Sathiyan Gnanasekaran (* 1993), Tischtennisspieler
- S. P. Sethuraman (* 1993), Schachspieler
- Dayalan Hemalatha (* 1994), Cricketspielerin
- Ramkumar Ramanathan (* 1994), Tennisspieler
- Monica Chaudhary (* 1995), Schauspielerin
- Shivani Rajashekar (* 1996), Schauspielerin
- Mukund Sasikumar (* 1997), Tennisspieler
- Anirudh Chandrasekar (* 1998), Tennisspieler
- Vinusha Devi (* 1998), Schauspielerin
- Abhay Singh (* 1998), Squashspieler
- Monisha Blessy (* 1999), Schauspielerin
- Washington Sundar (* 1999), Cricketspieler
- Brigida Saga (* 2000), Schauspielerin

### 21. Jahrhundert
- R. Vaishali (* 2001), Schachspielerin
- R. Praggnanandhaa (* 2005), Schachspieler
- D. Gukesh (* 2006), 18. Schachweltmeister (2024-)